# Wojciech Zabłocki
Wojciech Zabłocki (n. 6 decembrie 1930, Varșovia, Polonia – d. 5 decembrie 2020, Varșovia, Polonia) a fost un scrimer ce a reprezentat Polonia, medaliat olimpic. A participat la 4 ediții ale Jocurilor Olimpice (1952, 1956, 1960, 1964) în care a câștigat două medalii de argint și o medalie de bronz.